# BUT/愛証
「BUT／愛証」（バット/あいしょう）は、2007年3月14日に発売された日本の歌手・倖田來未の35枚目のシングル。発売元はrhythm zone。

## 解説
- 2007年第1弾シングル。「CDのみ」と「CD+DVD」の2形態での発売、ジャケットもそれぞれ異なっている。「夢のうた/ふたりで…」、「Cherry Girl/運命」に続いて両A面シングルとなった。
- バラードベストアルバム『BEST 〜BOUNCE & LOVERS〜』と同時発売された。
- 「CDのみ」「CD+DVD」共に、初回盤にのみボーナス・トラックとして「BUT 〜The Ghettobots remix〜」が収録されている。

## 楽曲解説
BUT
本曲は『同性愛』をテーマにしたダンスナンバーとなっている。作成のきっかけは、「恋愛において、相手が異性であろうと同性であろうと関係ないし、相手が誰であろうと人を愛する気持ちに変わりはない」という彼女の思いから作られた。
MVではデパートガールをイメージした彼女が夜中マネキンに愛を告げる内容となっている。『ミュージックステーション春のSP』ではこの時のPVの衣装を身に纏って披露した。
愛証
日本テレビ系ドラマ『愛の流刑地』（2007年3月20、21日・2夜連続放送）主題歌となっており、ドラマの主人公の気持ちを辿りながら歌詞を書いたという。
MVでは花魁をテーマとし、自身がプロデュースした着物で歌唱した内容となっている。また、広島にある耕三寺内の潮聲閣にて撮影された。
コンサートやイベント等で歌唱・披露された事が今まで一切なかったが、2022年に行われたコンサートツアー『KODA KUMI Love & Songs 2022』において15年越しで初歌唱・披露された。

## 収録曲

### CD
- 全作詞：Kumi Koda

#### 初回限定盤
1. BUT [3:36]
作曲・編曲：Tommy Henriksen
2. 愛証 [3:52]
作曲：Reika Yuuki
編曲：Masaki Iehara
3. BUT 〜The Ghettobots remix〜 (Bonus Track)
4. BUT "Instrumental" [3:34]
5. 愛証 "Instrumental" [3:52]

#### 通常盤
1. BUT
2. 愛証
3. BUT "Instrumental"
4. 愛証 "Instrumental"

### DVD
1. BUT (Music Video)
2. 愛証 (Music Video)
3. BUT (Making Video)
4. 愛証 (Making Video)

### アナログ盤

#### SIDE A
1. BUT
2. BUT ～Drum 'n Bass remix～
remixed by：DJ AKi (ES9 REMIX)
CD未収録

#### SIDE B
1. BUT ～The Ghettobots remix～
remixed by：B-Money
2. BUT (Instrumental)

## タイアップ
- STチェーン（松竹・東急系）劇場『ステップ・アップ』主題歌 (#1)
- 東芝「SoftBank 911T」CMソング (#1)
- 横浜ベイスターズ・内川聖一選手登場曲 (#1)
- 日本テレビ系ドラマ『愛の流刑地』（2007年3月20、21日放送）主題歌 (#2)

## 収録アルバム
- BUT
  - 『Kingdom』
  - 『BEST 〜third universe〜』
  - 『BEST 〜2000-2020〜』(ファンクラブ限定盤)
- 愛証
  - 『Kingdom』
  - 『WINTER of LOVE』
  - 『BEST 〜2000-2020〜』(ファンクラブ限定盤)

## 収録ライブ映像
- BUT
  - 『KODA KUMI PREMIUM LIMITED LIVE IN HALL IN YOKOHAMA ARENA』(Kingdom)
  - 『KODA KUMI LIVE TOUR 2007 〜Black Cherry〜 SPECIAL FINAL in TOKYO DOME』
  - 『KODA KUMI SPECIAL LIVE “Dirty Ballroom” 〜One Night Show〜』(TRICK)
  - 『KODA KUMI LIVE TOUR 2009 〜TRICK〜』(メドレー)
  - 『KODA KUMI 2009 TAIWAN』(メドレー)
  - 『Dream music park』(Dejavu)
  - 『KODA KUMI 10th Anniversary 〜FANTASIA〜 in TOKYO DOME』(メドレー)
  - 『Koda Kumi 15th Anniversary First Class 2nd LIMITED LIVE at STUDIO COAST』(WALK OF MY LIFE、ファンクラブ限定盤)
  - 『Koda Kumi 15th Anniversary Live Tour 2015 〜WALK OF MY LIFE〜』
  - 『KODA KUMI LIVE TOUR 2016 〜Best Single Collection〜』(メドレー)

- 愛証
  - 『KODA KUMI Love & Songs 2022』